# Rolf Peter Sieferle
Rolf Peter Sieferle (5 augustus 1949, Stuttgart – 17 september 2016, Heidelberg) was een Duits historicus, socioloog, politicoloog, universitair docent en schrijver. Hij publiceerde over het verband tussen energie, milieu en samenleving en over de marxistische en conservatieve ideeëngeschiedenis. Hij adviseerde Angela Merkels regering over de klimaatverandering.
Sieferle was een mei 68'er die via het groene gedachtegoed tot het conservatisme kwam en op het einde van zijn leven, door cultuurpessimisme bewogen, ideeën verspreidde die als extreemrechts beschouwd worden. Hij pleegde zelfmoord.

## Biografie
Sieferle, geboren te Stuttgart in 1949, groeide op bij zijn moeder in Heidelberg. Ze stuurde hem tegen zijn zin naar een kostschool. In 1968 begon Sieferle geschiedenis en sociologie te studeren in Heidelberg. Hij trad toe tot het bestuur van de Sozialistischer Deutscher Studentenbund maar bestudeerde liever marxisme dan politiek activisme te beoefenen.
In 1977 doctoreerde Sieferle aan de universiteit van Konstanz met een scriptie over Marx. Daarin stelde hij dat Marx geen idee had hoe de socialistische revolutie moest plaatsvinden zonder de economie te verwoesten. In de jaren 1980-90 raakte Sieferle in ecologie geïnteresseerd. Hij trad toe tot de werkgroep 'Umwelt, Gesellschaft, Energie' (leefmilieu, samenleving, energie) van de universiteit van Essen.
Het in 1982 gepubliceerde Der unterirdische Wald. Energiekrise und industrielle Révolution (Het ondergrondse woud. Energiecrisis en industriële revolutie) is nog steeds een standaardwerk over het effect van de overschakeling van houtskool naar steenkool op de industrialisatie. Sieferle werd geroemd om zijn schrijfstijl.
Sieferle habiliteerde in de hedendaagse geschiedenis in 1984. Van 1988 tot 1993 was hij 'Heisenberg-Stipendiat' van de 'Deutschen Forschungsgemeinschaft' (Duitse onderzoeksstichting) en gastprofessor in Zurich en Wenen. In 1989 werd hij privaatdocent aan de Universiteit van Mannheim en in 1991 adjunct-professor.
Zijn magnum opus, Epochenwechsel, verscheen in 1994 maar werd genegeerd. Sieferle schreef erin hoe de val van het communisme niet het einde van de geschiedenis zou blijken. Hij voorspelde dat immigratie en cultuurvervlakking tot instabiele liberale samenlevingen en een ruk naar rechts zouden leiden. In 1995 nam Sieferle de leiding over van het historische onderzoeksprogramma van de Breuninger Stichting in Stuttgart.
Van 2000 tot 2004 was Sieferle gastprofessor aan de Universiteit van Sankt Gallen. In 2005 werd hij er professor algemene geschiedenis. In 2012 ging Sieferle in emeritaat. Tijdens de Europese vluchtelingencrisis zag hij zijn voorspelling uit Epochenwechsel bewaarheid worden. In 2015 nam Sieferle voor het eerst een politiek standpunt in, tegen Angela Merkels Wir schaffen das. Het jaar erop pleegde hij zelfmoord.
Sieferles vrouw publiceerde postuum enkele voor zijn dood geschreven werken waaronder Finis Germania en Das Migrationsproblem. Hoewel afgekraakt in de pers werden de boeken bestsellers. De Süddeutsche Zeitung trok zijn aanvankelijk positieve recensie voor Finis Germania terug en de bestsellerlijst werd opgeschort. Volgens Safranski dienen Sieferles laatste werken tot de traditie van de 'nachtelijke werken' gerekend te worden.